# Chester City F.C.
Chester City Football Club – angielski klub piłkarski z miasta Chester w Anglii, rozwiązany 10 marca 2010.

## Historia
Klub rozgrywał mecze na stadionie Deva Stadium, zlokalizowanym na granicy walijsko-angielskiej – droga dojazdowa, centrum administracyjne i bramy znajdują się w Anglii, natomiast sam stadion położony jest już na terenie Walii.
Ostatnią ligą, w której grał, była Conference National. 26 lutego 2010 klub został z tej ligi wyrzucony, a jego wyniki z sezonu 2009/10 anulowano. Głównym powodem rozwiązania były ogromne długi zespołu, sięgające ponad 26 tys. funtów.
W lutym 2010 roku klub został usunięty z rozgrywek piątej ligi angielskiej (Conference) za niepłacenie podatków. Działacze Chester City nie przedstawili planu spłaty zadłużenia, dlatego Sąd Najwyższy zdecydował o likwidacji klubu.

### Chester F.C.
Wkrótce po upadku zespołu, 25 marca 2010 jego kibice założyli nowy klub – Chester F.C. (pod taką nazwą funkcjonował Chester City F.C. na początku swojego istnienia). Został członkiem Northern Premier League Division One North, ósmego poziomu rozgrywek w Anglii, do których został zgłoszony przed rozpoczęciem sezonu 2010/2011. W sezonie 2012/2013 wywalczył awans do Conference National.

## Sukcesy
- Division Three South
  - Wicemistrz (1): 1935/1936

- Division Three
  - Wicemistrz (1): 1993/1994

- Division Four
  - Wicemistrz (1): 1985/1986

- Football Conference
  - Mistrz (1): 2003/2004

- Cheshire County League

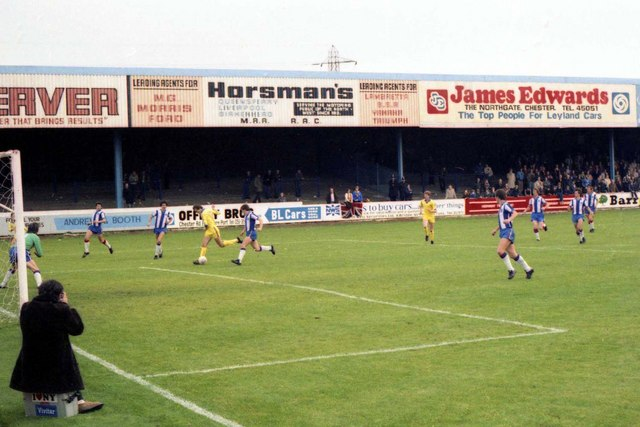
Sealand Road – stadion, na którym Chester City grał w latach 1906–1990.

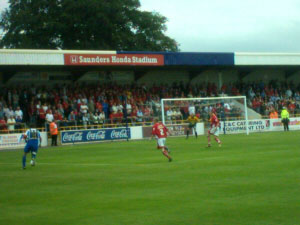
Jeden z meczów Chester City na Deva Stadium.

  - Mistrz (3): 1921/1922, 1925/1926, 1926/1927
  - Wicemistrz (1): 1930/1931

- The Combination
  - Mistrz (1): 1908/1909
  - Wicemistrz (5): 1903/1904, 1904/1905, 1905/1906, 1906/1907, 1907/1908

- Puchar Walii
  - Zdobywca (3): 1908, 1933, 1947
  - Finalista (10): 1909, 1910, 1935, 1936, 1953, 1954, 1955, 1958, 1966, 1970

- Debenhams Cup
  - Zdobywca (1): 1977

- Division 3N Cup
  - Zdobywca (2): 1936, 1937
  - Finalista (1): 1946

- Bob Lord Trophy
  - Zdobywca (1): 2001

- Conference Championship Shield
  - Finalista (1): 2001/2002